# Fehérmellű csér
A fehérmellű csér (Sterna striata) a madarak osztályának lilealakúak (Charadriiformes) rendjébe, ezen belül a csérfélék (Sternidae) családjába tartozó faj.

## Rendszerezése
A fajt Johann Friedrich Gmelin német természettudós írta le 1789-ben.

## Előfordulása
Új-Zéland területén fészkel, telelni Ausztrália délkeleti részére és Tasmania szigetére vonul. Természetes élőhelyei a homokos és sziklás tengerpartok.

## Megjelenése
Testhossza 42 centiméter.
|  |

## Szaporodása
|  |

## Természetvédelmi helyzete
Az elterjedési területe rendkívül nagy, egyedszáma 6120-25120 példány közötti és gyorsan csökken. A Természetvédelmi Világszövetség Vörös listáján mérsékelten fenyegetett fajként szerepel.